# Bateria dowodzenia
Bateria dowodzenia, pododdział artylerii występujący w brygadach i pułkach artylerii oraz na szczeblu artylerii dywizyjnej. Umożliwia on dowódcy (szefowi) dowodzenie i kierowanie ogniem podległych jednostek artylerii. Bateria dowodzenia składa się z pododdziałów (plutonów) rozpoznania wzrokowego i technicznego oraz łączności.